# Геза Єсенський
Геза Єсенський (10 листопада 1941, Будапешт) — угорський історик і дипломат, міністр закордонних справ Угорської Республіки (1990—1994).

## Життєпис
Народився 10 листопада 1941 року в Будапешті. Його батько Золтан був викладачем права в Будапештському університеті. У 1956 р. Геза взяв участь в угорській революції. У 1961—1966 рр. він вивчав історію, англійську філологію та бібліотекознавство в університеті Лоран Етвьос у Будапешті (ELTE). У 1980 р. здобув ступінь кандидата історичних наук в Угорській академії наук.
Закінчивши навчання у 1966 році, він працював учителем, потім у Національній бібліотеці ім. Сечені. У 1971—1973 роках він отримав наукову стипендію в Інституті історії Угорської академії наук. У 1976 році почав працювати в економічному університеті Карла Маркса в Будапешті, в тому числі як викладач історії міжнародних відносин (з 1981 р.) та декан факультету суспільних і політичних наук (з 1989 р.). У 1984—1986 рр. він читав лекції в Каліфорнійському університеті як запрошений професор — викладав історію Центральної та Східної Європи.
У 1988 році він був одним із засновників Угорського демократичного форуму. У 1990 році призначений міністром закордонних справ в уряді Юзефа Анталла. Під час його повноважень Варшавський договір було розпущено, а радянські війська виведені з країни. Угорщина приєдналася до Ради Європи, Вишеградської групи та Центральноєвропейської ініціативи, а також стала учасником угоди про асоціацію з Європейськими Співтовариствами. Зусилля щодо приєднання до євроатлантичних структур були розпочаті та успішно завершені (у 1999 та 2004 роках).
На виборах 1994 р. його обрали депутатом до Національних зборів і разом з УДФ опинився в опозиції. У 1995 році він став президентом Атлантичної ради Угорщини. З 1998 по 2002 рік обіймав посаду надзвичайного і повноважного посла в США.
У вересні 2002 року він повернувся працювати викладачем Будапештського університету економіки та державного управління. Він читав лекції як запрошений професор в Коледжі Європи в Натоліні та Університеті Бабес-Болай в Клуж-Напоці. З 2011 року обіймав посаду посла в Норвегії.
Одружений, має дочку та сина. Він любитель гір та президент Угорського Карпатського товариства.